# Веллі-Парк (Оклахома)
Веллі-Парк (англ. Valley Park) — місто (англ. town) в США, в окрузі Роджерс штату Оклахома. Населення — 19 осіб (2020).

## Географія
Веллі-Парк розташоване за координатами 36°16′44″ пн. ш. 95°44′7″ зх. д. / 36.27889° пн. ш. 95.73528° зх. д. (36.278903, -95.735266).  За даними Бюро перепису населення США в 2010 році місто мало площу 6,56 км², з яких 6,53 км² — суходіл та 0,03 км² — водойми.

## Демографія
Згідно з переписом 2010 року, у місті мешкало 77 осіб у 22 домогосподарствах у складі 18 родин. Густота населення становила 12 особи/км².  Було 24 помешкання (4/км²).
Расовий склад населення:
| - 77,9 % — білих - 14,3 % — корінних американців |

До двох чи більше рас належало 7,8 %. Частка іспаномовних становила 1,3 % від усіх жителів.
За віковим діапазоном населення розподілялося таким чином: 35,1 % — особи молодші 18 років, 59,7 % — особи у віці 18—64 років, 5,2 % — особи у віці 65 років та старші. Медіана віку мешканця становила 32,5 року. На 100 осіб жіночої статі у місті припадало 102,6 чоловіків;  на 100 жінок у віці від 18 років та старших — 108,3 чоловіків також старших 18 років.
Середній дохід на одне домашнє господарство  становив 144 275 доларів США (медіана — 70 000), а середній дохід на одну сім'ю — 155 200 доларів (медіана — 73 750). 
Цивільне працевлаштоване населення становило 28 осіб. Основні галузі зайнятості: освіта, охорона здоров'я та соціальна допомога — 25,0 %, будівництво — 25,0 %, транспорт — 14,3 %, виробництво — 10,7 %.